# Trzebnik
Trzebnik (niem. Trebnig) – wieś w Polsce położona w województwie dolnośląskim, w powiecie dzierżoniowskim, w gminie Łagiewniki.

## Podział administracyjny
W latach 1975–1998 miejscowość administracyjnie należała do województwa wrocławskiego.

## Demografia
Najmniejsza wieś gminy Łagiewniki. Według ostatniego Narodowego Spisu Powszechnego liczyła 118 mieszkańców (31 III 2011 r.).

## Zabytki
- pałac, po 1945 r. razem z zabudowaniami folwarku zburzony[4].